# Уральский (Волгоградская область)
Уральский — упразднённый посёлок в Волгоградской области России, ранее входивший в состав городского округа город Волжский. Согласно Постановлению Волгоградской областной думы от 29 марта 2012 года посёлок Уральский включён в черту города Волжский и исключён из перечня единиц административно-территориального деления.

## География
Располагался на балке Соловьева.

## История
Решением исполнительного комитета Волгоградского областного Совета депутатов трудящихся от 29 октября 1964 года № 29/430 «О регистрации и наименовании вновь возникших населенных пунктов в некоторых районах области» в составе Среднеахтубинского района был зарегистрирован населенный пункт возникший на базе производственного участка степной части совхоза «Лебяжья Поляна» Кировского сельского Совета, которому присвоено наименование – поселок Уральский.
При создании городского округа город Волжский Волгоградской области (в соответствии с законом Волгоградской области от 25 марта 2005 г. N 1032-ОД «Об установлении границ и наделении статусом города Волжского Волгоградской области») посёлки Краснооктябрьский и Уральский были включены в состав городского округа.
Согласно Постановлению Волгоградской областной думы от 29 марта 2012 года посёлки Краснооктябрьский и Уральский были включены в черту города Волжский и исключены из перечня единиц административно-территориального деления.

## Население
| 2002 | 2010 |
| ---- | ---- |
| 545  | ↘527 |